# Cornelis Jan Witsen

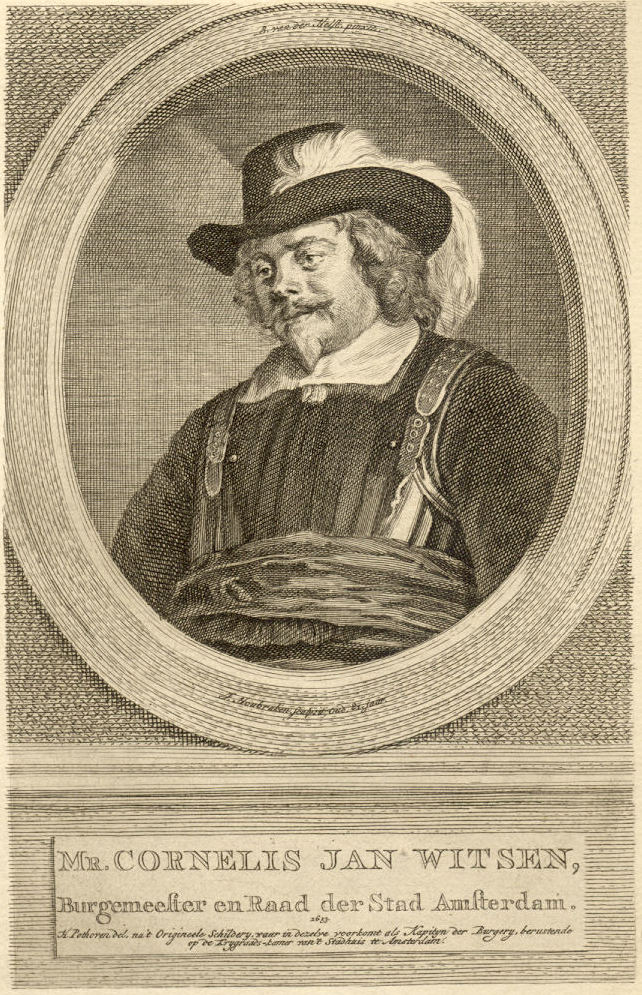
Gravure naar Van der Helst en tekening door Hendrik Pothoven

Cornelis Witsen, Jansz. (1605 - 1669) was een Nederlands raad, schout en vier keer burgemeester van de stad Amsterdam. Witsen was de vader van vijf zonen, onder wie Nicolaes Witsen. De familie Witsen was betrokken bij de graanhandel op Rusland en de handel op Nieuw-Nederland.

## Biografie
Hij begon zijn carrière als kapitein van de schutterij en beëindigde die als hoofdschout. Sinds 1655 was hij bewindhebber van de West-Indische Compagnie en had hij een zetel in de Admiraliteit van Amsterdam. Hij was betrokken bij de bouw van 's Lands Zeemagazijn. Aan de Nederlandse Goudkust werd Fort Witsen naar hem vernoemd.
Witsen was een stimulator van de schilderkunst en steunde de schilder Rembrandt toen deze in 1653 in financiële problemen zat door hem een lening te verstrekken voor de afbetaling van diens huis. Vijf jaar later veroorzaakte Witsen echter het faillissement van Rembrandt door 4.180 gulden terug te vorderen. Als gezant reisde hij in 1656 naar Engeland en liet zijn zoon Nicolaes spelen met de kinderen van Oliver Cromwell.

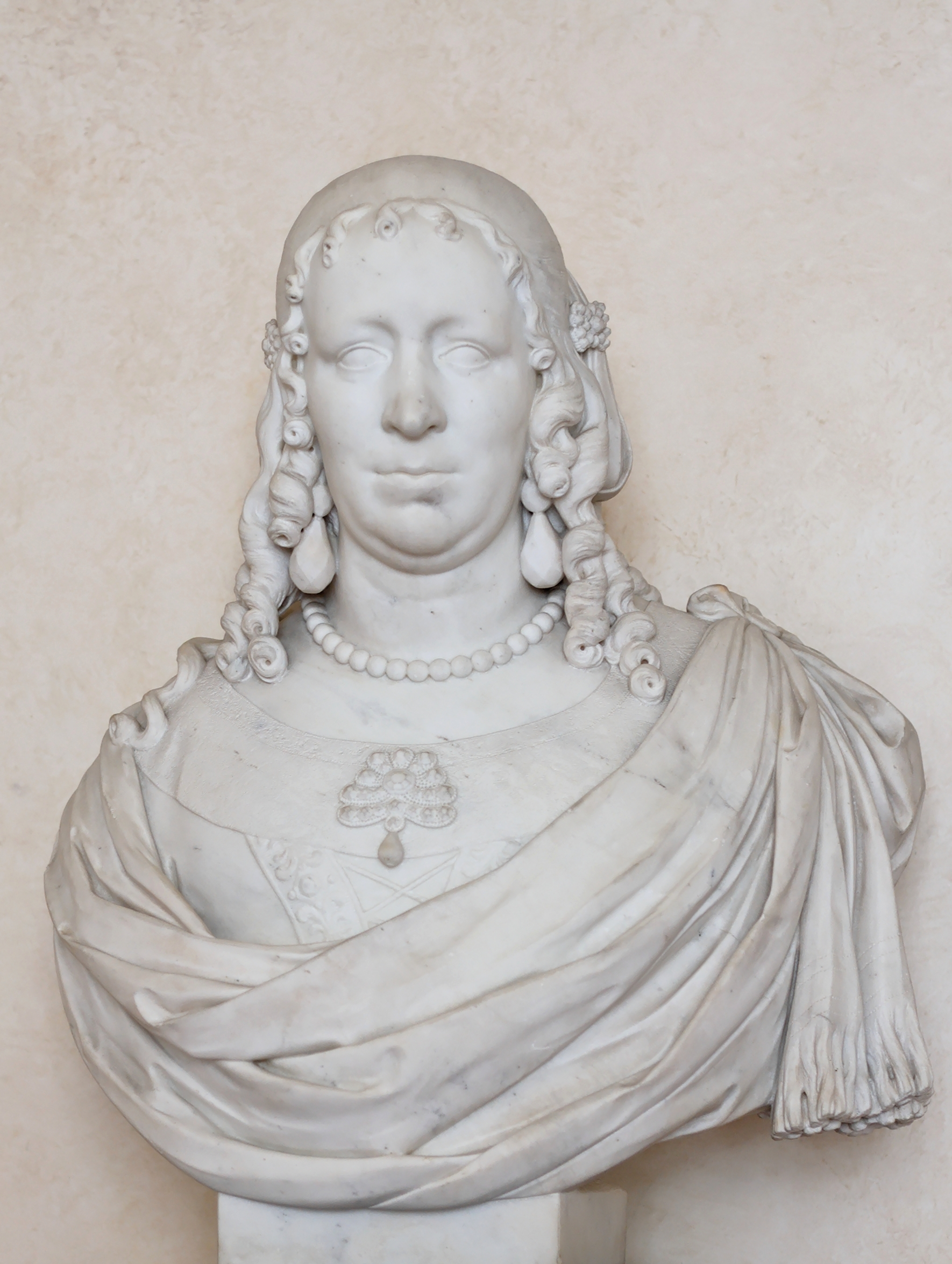
Catharina Opsy, de echtgenote van Witsen door Artus Quellinus

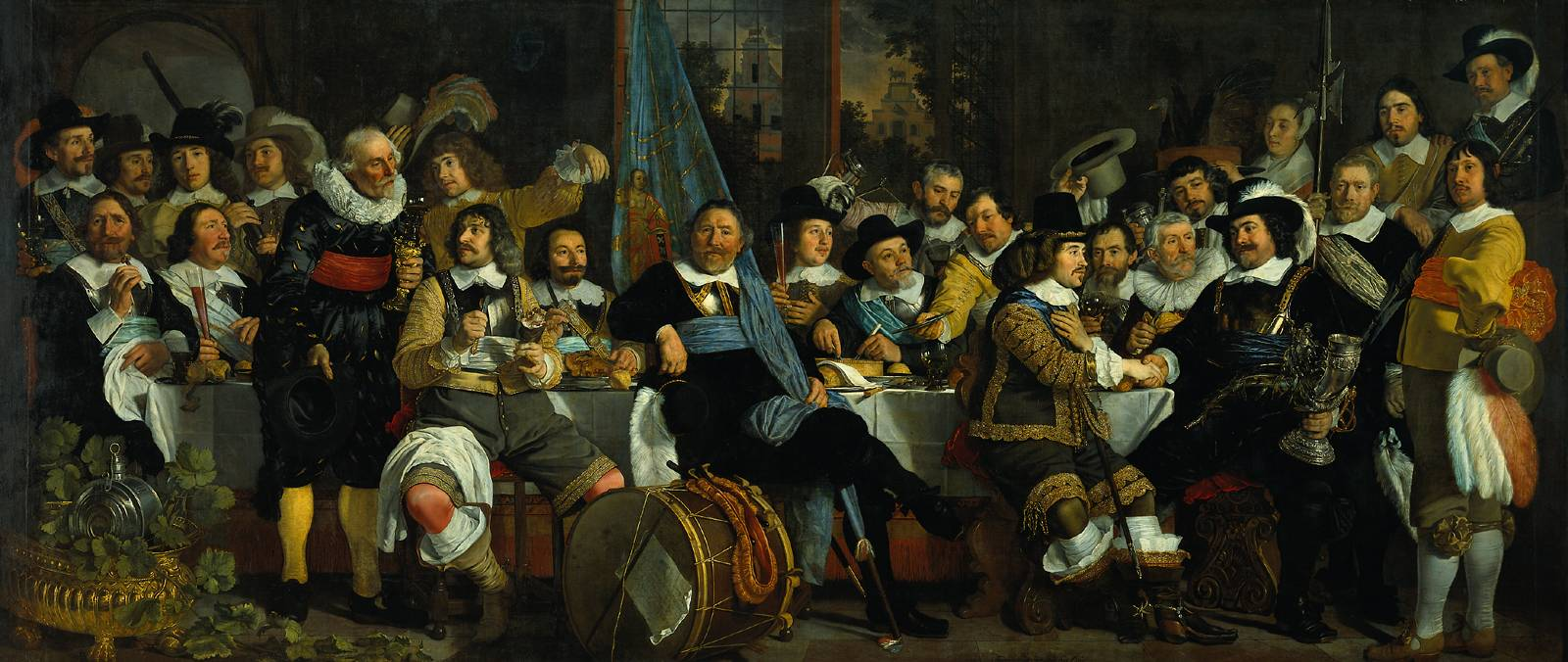
Schuttersmaaltijd in de Voetboogdoelen te Amsterdam ter ere van de Vrede van Munster, 18 juni 1648, Bartholomeus van der Helst (1648). Witsen (rechts) met kapiteinshoed en zilveren drinkhoorn schudt de hand van Joan Oetgens van Waveren

Henrick Hooft, Cornelis de Graeff, Cornelis Jan Witsen en Cornelis van Outshoorn waren betrokken bij de afwijzing van het schilderij De samenzwering van de Bataven onder Claudius Civilis. Het werd vervangen door een schilderij van Govert Flinck, dat door Jurriaen Ovens werd afgeschilderd.
Witsen woonde sinds 1661 op Keizersgracht 327 en stond bekend vanwege zijn bibliotheek. Hij is bezongen door de dichter Jan Vos en werd twee keer geschilderd door Bartholomeus van der Helst. Artus Quellinus maakte een buste. De pedagoog Comenius kreeg zijn steun, de progressieve filosoof en godsdienstcriticus Adriaan Koerbagh werd door hem veroordeeld.
Witsen had een buiten in Egmond aan den Hoef, genaamd Tijdverdrijf.